# Sensenschmiede am Gries
Die ehemalige Sensenschmiede am Gries, auch Gradnwerk oder Gradn ist ein denkmalgeschütztes Ensemble der Industriekultur in Micheldorf in Oberösterreich im Bezirk Kirchdorf. Das Sensenwerk wurde vor 1550 errichtet und war unter Caspar Zeitlinger zeitweise der größte Sensenproduzent der österreichischen Monarchie. Als letztes der Micheldorfer Sensenwerke stellte es 1966 die Sensenerzeugung ein. Heute befindet sich in dem Ensemble, das als eines der besterhaltenen Sensenwerke Österreichs gelten darf, das OÖ. Sensenschmiedemuseum.

## Lage
Das Gradnwerk liegt am Oberlauf der Krems in der Katastralgemeinde Mittermicheldorf zwischen den ehemaligen Sensenschmieden Steinhub und Dörflern.

## Geschichte

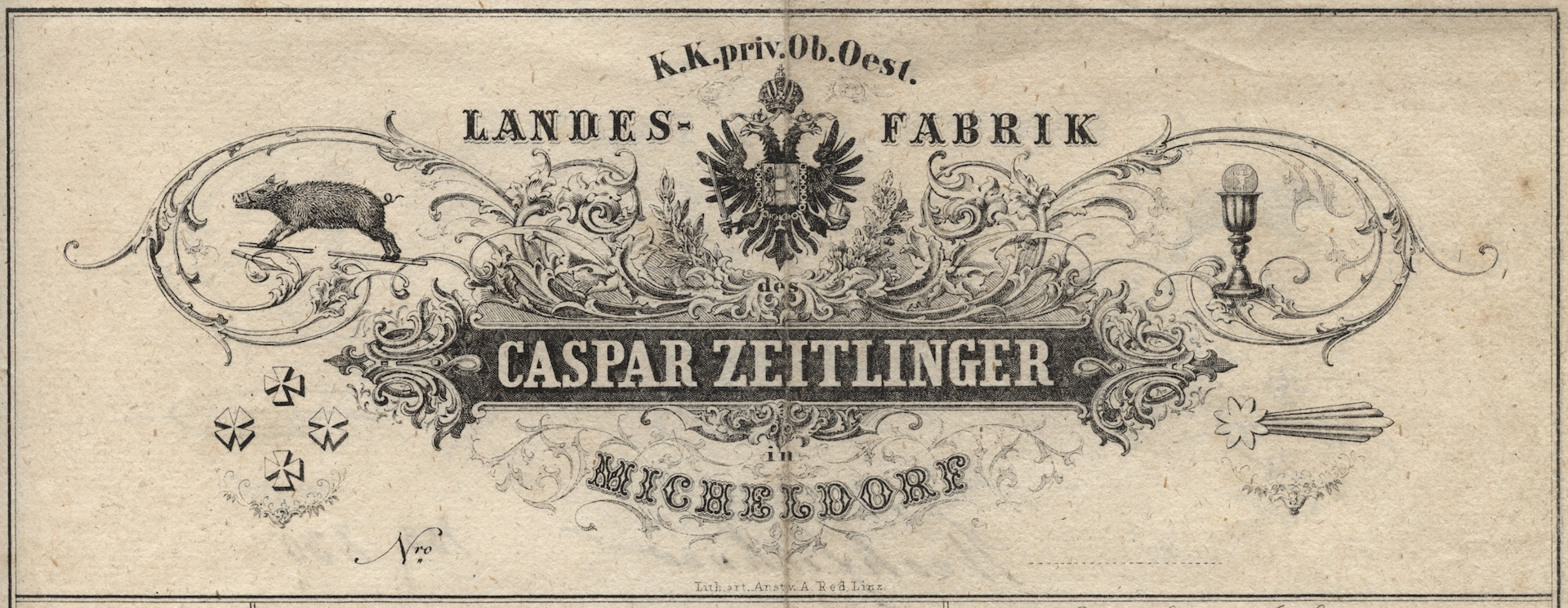
K.K. priv. Ob. Oest. Landesfabrik des Caspar Zeitlinger in Micheldorf

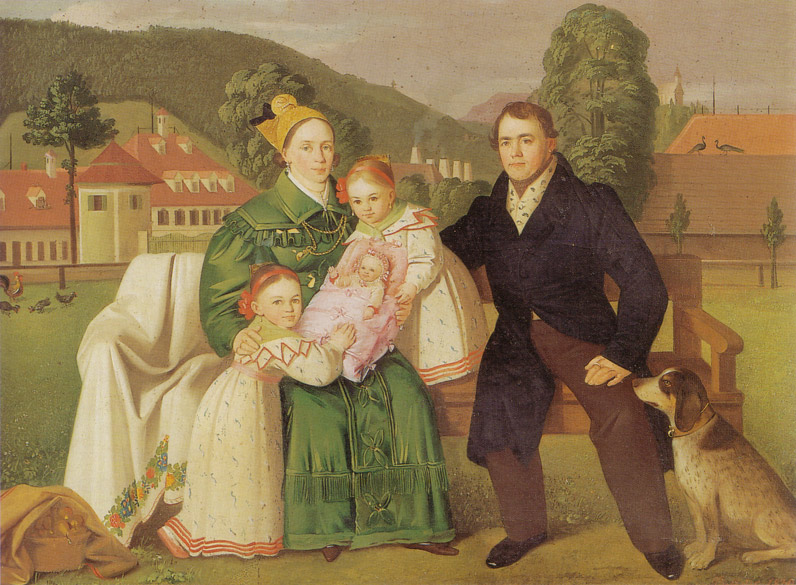
Caspar Zeitlinger mit seiner Familie vor dem Gradnwerk (1830)

Auf der Schmiede, die der Herrschaft Pernstein dienstpflichtig war, wurden die Zeichen „Säbel mit zwei Stern“ und „Hahn“ geschlagen, bevor ab 1656 das Zeichen „Kelch“ verwendet wurde. Der erste bekannte Meister war um 1550 ein Stefan Loperger. Von 1615 bis 1710 war der Hammer im Besitz der Familie Grätt, woran der Hausname „Gradn“ bis heute erinnert. 1826 übernahm Caspar Zeitlinger von der Zinne das Werk mit dem renommierten Zeichen von seinem Schwiegervater Carl Stainhuber. Caspar Zeitlinger, respektvoll der „Grad“ genannt, führte die Kelchmarke weltweit zu höchstem Ansehen, erweiterte das Gradnwerk zu seiner heutigen Form und wurde als Besitzer von insgesamt vier Sensenwerken (neben dem Gradn hatte er die Steinhub, das Moserwerk am Stein und das Helmlwerk erworben) einer der vermögendsten und einflussreichsten Industriellen des Vormärz. Ab 1844 wurde die „Giraffe“ als Zweitmarke eingeführt, erlangte allerdings nie ganz den Ruf des Kelchzeichens. 1866 übernahm Neffe Franz Zeitlinger aus der Blumau, damals bereits Gewerke an der Zinne, das Gradnwerk.
Drei Generationen später wurde 1966 die Sensenproduktion eingestellt. Nachdem man bereits an den Abbruch der nutzlos gewordenen Werksanlagen dachte, wurde 1978 auf Initiative von Nachkommen der Familie Zeitlinger das Sensenschmiedemuseum eröffnet. Die wesentlichen Gebäude des Ensembles wurden seither unter Denkmalschutz gestellt.

## Bauwerke
Das weitläufige Ensemble bestand aus zahlreichen Bauwerken, von denen ein großer Teil noch heute erhalten ist.

### Gradn-Hammer

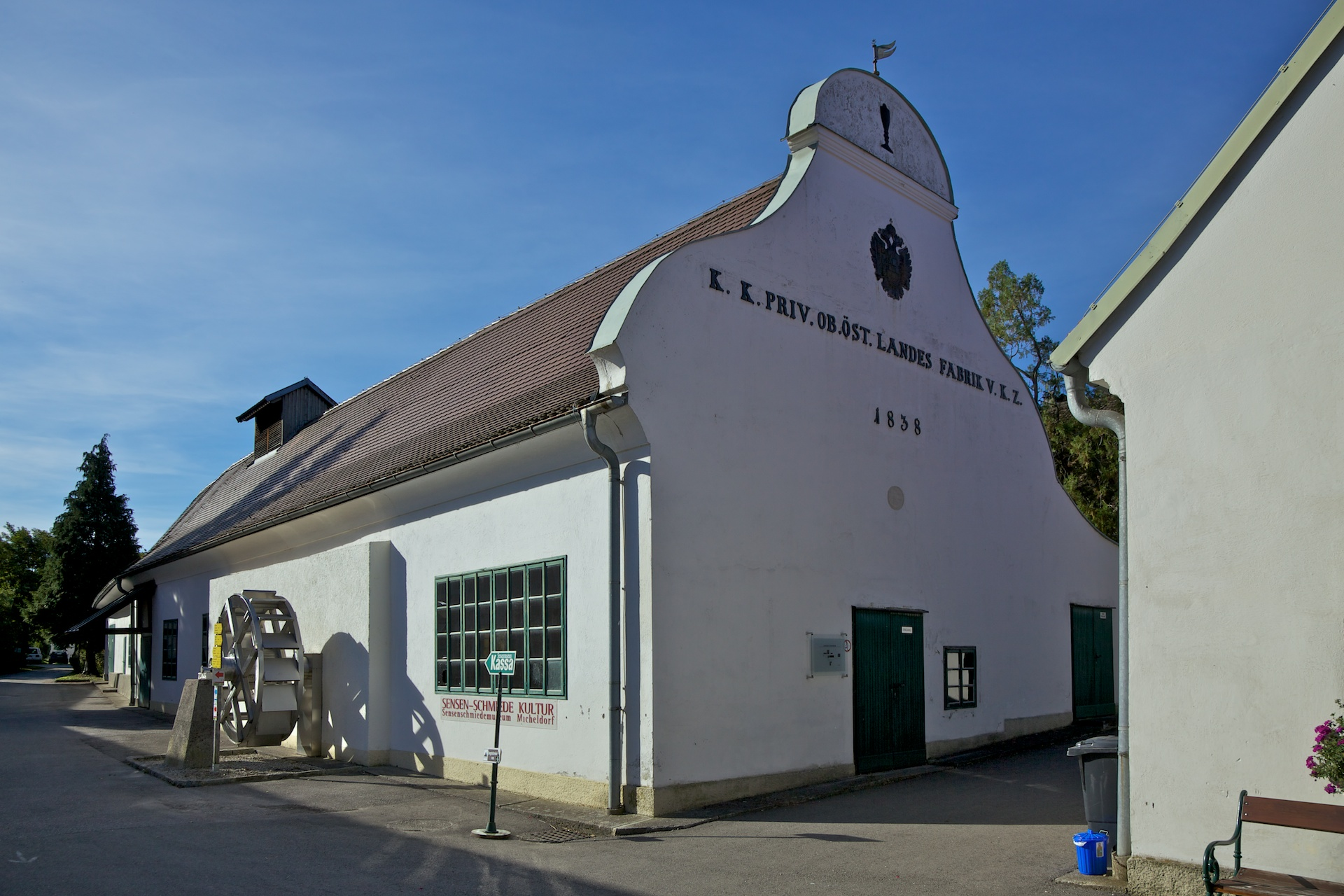
Gradn-Hammer

Der Hammer ist das zentrale Gebäude der Sensenschmiede am Gries. Auf dem typischen geschwungenen Rundgiebel befindet sich das Zeichen „Kelch mit Hostie“, darunter ein Doppeladler, der zusammen mit Beschriftung und Jahreszahl auf das 1838 verliehene Landesfabriksprivilegium verweist („K. K. PRIV. OB. ÖST. LANDES FABRIK V. K. Z.“). Eine ovale Tafel über dem Eingang ist bezeichnet mit „Durch Caspar Zeitlinger und Josepha Zeitlinger im Jahre 1836 erbaut worden“. Das Innere beherbergt als Teil des OÖ. Sensenschmiedemuseums die originalgetreu erhaltene bzw. wiederaufgestellte Ausstattung einer Sensenschmiede. Das Hammergebäude steht unter Denkmalschutz.

### Herrenhaus

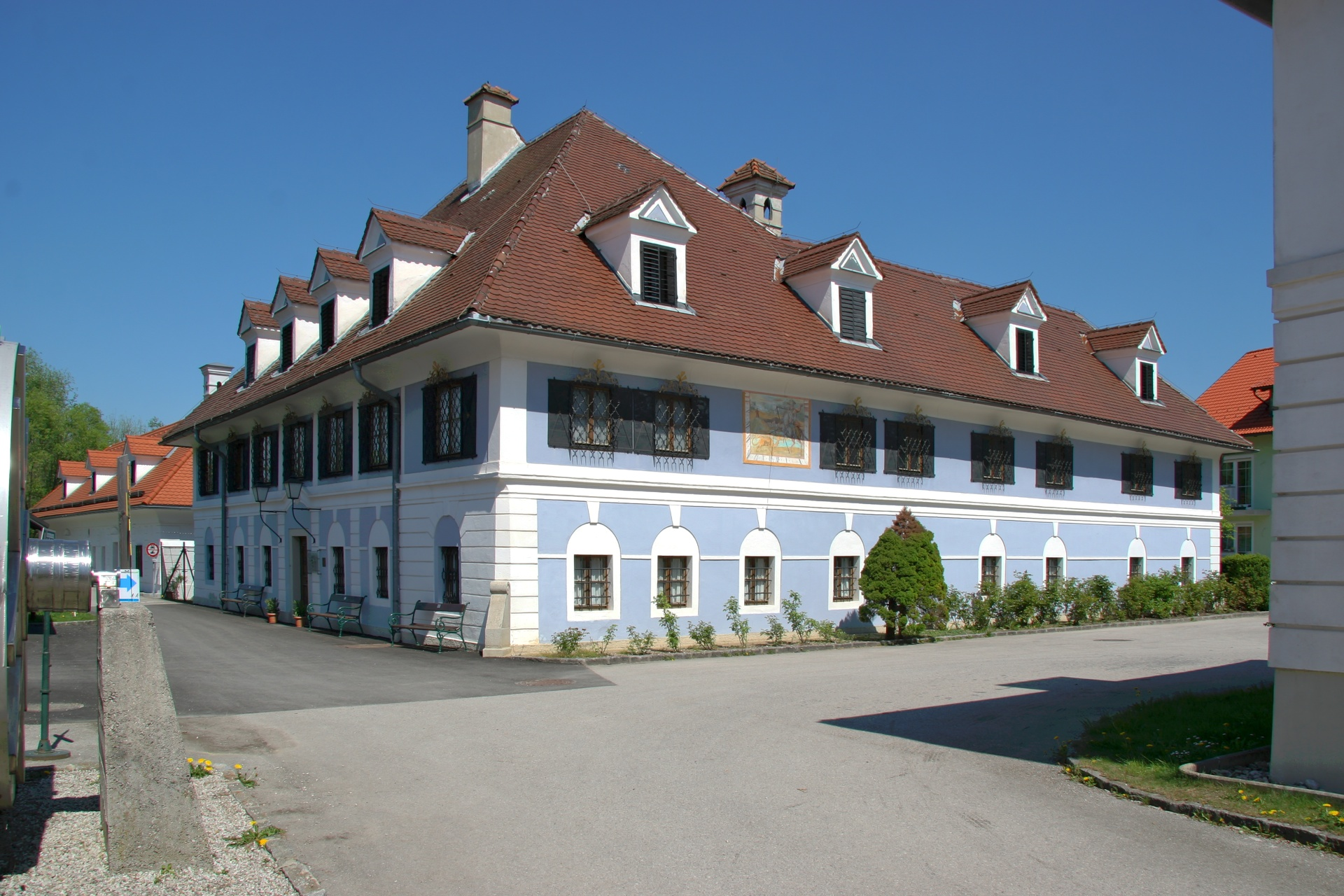
Herrenhaus

Das Herrenhaus diente der Gewerkenfamilie als Wohnhaus. Im Erdgeschoß befanden sich außerdem Büroräume, die Moarstube und die große Küche. Der Dreiflügelbau mit hohem Walmdach wurde um 1829 über einem älteren Baukern erweitert. Die vierte Seite wird durch eine Tormauer abgeschlossen. Das markante Einfahrtstor verbindet klassizistische Details mit traditionell bäuerlichen Formen (Drehwirbelmotiv), über dem Tor das Hauszeichen „Kelch mit Hostie“. Einheitlicher Fassadendekor mittels eingetiefter rundbogiger Fensterrahmen und einem in Sturzhöhe umlaufenden Putzband im Erdgeschoß. Betonung der siebenachsigen Hauptfront durch Seitenrisalite mit Bänderung. Über der klassizistischen Eingangstür mit Kelchmotiven befindet sich eine ovale Tafel „Durch Caspar Zeitlinger und Josepha Zeitlinger im Jahre 1829 erbaut worden“. Schmiedeeiserne Rokoko-Fensterkörbe im Obergeschoß, südseitig den Hl. Georg darstellende Sonnenuhr aus dem 18. Jahrhundert. Im Inneren trägt eine klassizistische Schmiedeeisentür zum Obergeschoß das Kelchzeichen und die Initialen „KST“ (Karl Steinhuber). Im Obergeschoß befindet sich eine reich geschnitzte barocke Balkendecke, deren Rüstbaum wiederum das Kelchzeichen trägt und mit „G G“ (Georg Grätt) bezeichnet ist. Das Herrenhaus ist heute Teil des OÖ. Sensenschmiedemuseums und steht unter Denkmalschutz.

### Feyreggerhaus

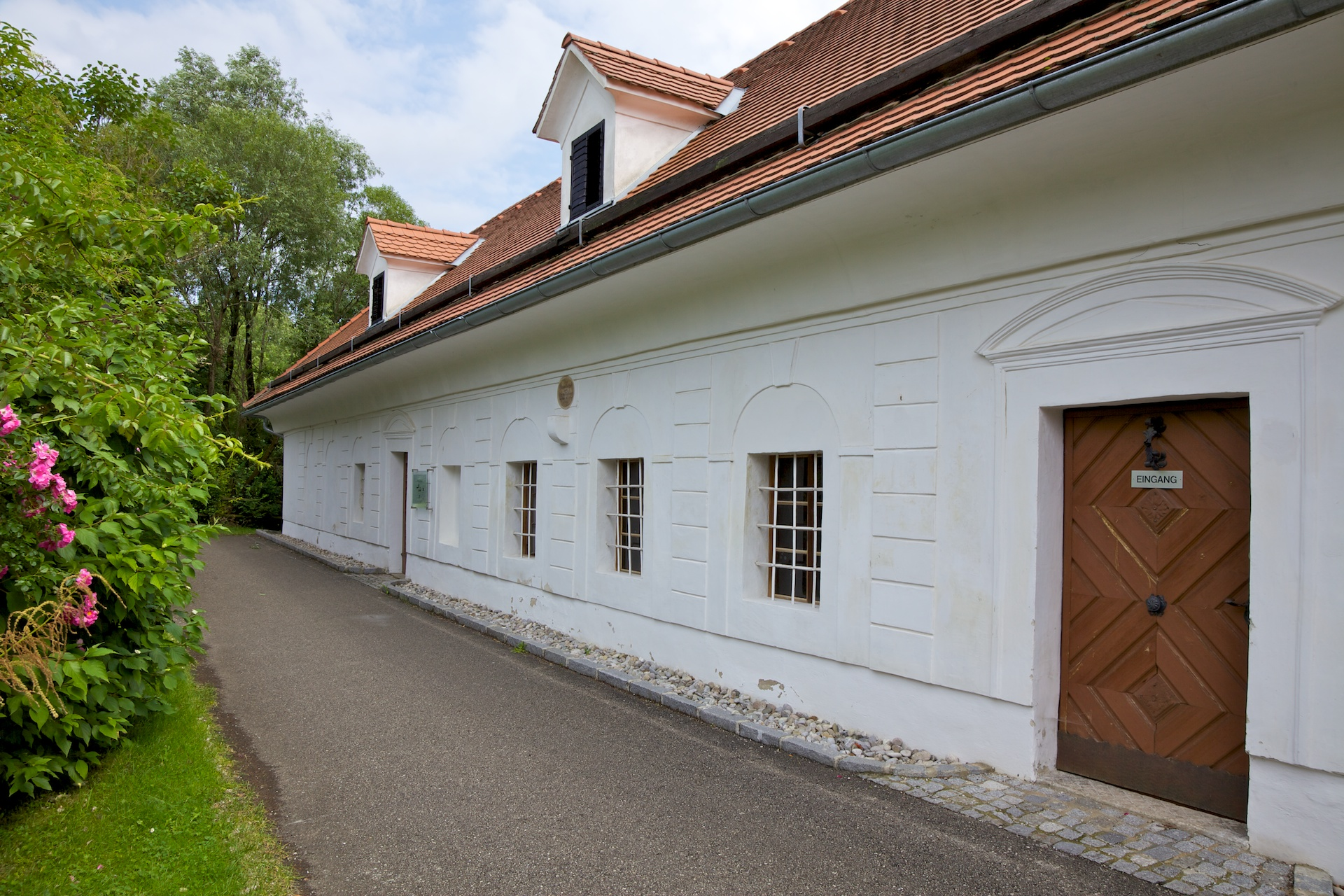
Feyreggerhaus

Das benachbarte Feyreggerhaus war ein zu Wohn- und Wirtschaftszwecken multifunktional genutzter Bau. Hier waren unter anderem eine Schleife, ein Schweinestall und eine Schreibstube untergebracht. Der langgezogene, eingeschoßige Bau trägt eine dem Herrenhaus entsprechende, biedermeierliche Fassadengestaltung mit nordseitig rundem Abschluss. An der straßenseitigen Fassade befinden sich ein eingemauerter Haimstock und eine ovale Tafel „Durch Caspar Zeitlinger und Josepha Zeitlinger im Jahre 1829 erbaut worden“. Das Feyreggerhaus wird heute von der Gemeinde Micheldorf für Hochzeiten genutzt und steht unter Denkmalschutz.

### Schmiedhaus
Das Schmiedhaus diente den ledigen Arbeitern der Sensenschmiede als Wohnhaus. Es trägt eine einheitliche biedermeierliche Fassadengestaltung. Die Fensterverdachungen im Obergeschoß weisen Dreiecksgiebel auf, das Walmdach ist ziegelgedeckt. Neben der Haustür befinden sich ein eingemauerter Haimstock und eine ovale Tafel „Durch Caspar Zeitlinger und Josepha Zeitlinger im Jahre 1830 erbaut worden“. Das Schmiedhaus steht unter Denkmalschutz.

### Kram

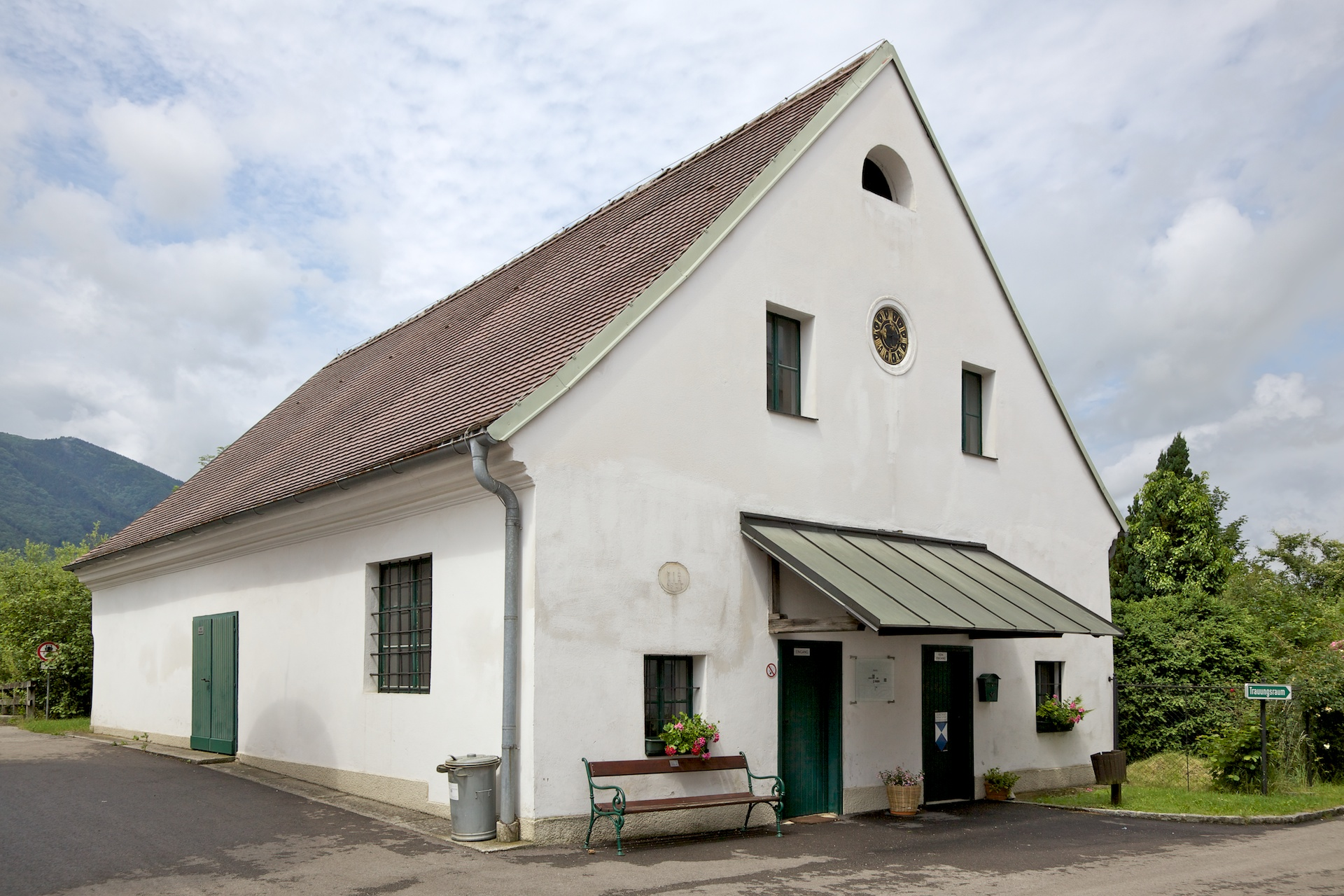
Kram

In der Kram erfolgte die Kontrolle, Sortierung und Verpackung der fertigen Ware. Der Neubau von Johann Baumschlager stammt aus dem 2. Viertel des 19. Jahrhunderts. An der Giebelseite befindet sich eine ovale Tafel „C.Z I.Z 1827“ (Caspar Zeitlinger, Josepha Zeitlinger), darüber ist eine Hausuhr eingemauert. Die Kram ist heute Teil des OÖ. Sensenschmiedemuseums und steht unter Denkmalschutz.

### Hofstadelhaus oder Bauernhaus
Der monumentale Bauernhof der Sensenschmiede am Gries wurde um 1828 unter Einbeziehung eines älteren Wohntraktes errichtet. Die biedermeierklassizistische Fassade und ein hohes, ziegelgedecktes Walmdach sind für das Gradn-Ensemble typisch. Bemerkenswert im Inneren sind eine großzügige Säulenhalle (der ehemalige Kuhstall) und die handwerklich gediegene Zimmermannsarbeit der Tenne und des mehrgeschoßigen Dachstuhls. 1998 erfolgte die Adaptierung als „Gasthof zum Schwarzen Grafen“. Der Bauernhof steht unter Denkmalschutz.

### Bildstock
Der Bildstock stand ursprünglich westlich des Bauernhauses an der Grundgrenze und ist heute im Museumsbereich neben dem Hammergebäude aufgestellt. Das schmiedeeiserne Gitter in klassizistischen Formen trägt in einem Medaillon das Zeichen „Kelch mit Hostie“ und die Initialen „K ST“ für Karl Steinhuber. Der Bildstock steht unter Denkmalschutz.

### Gartenhaus

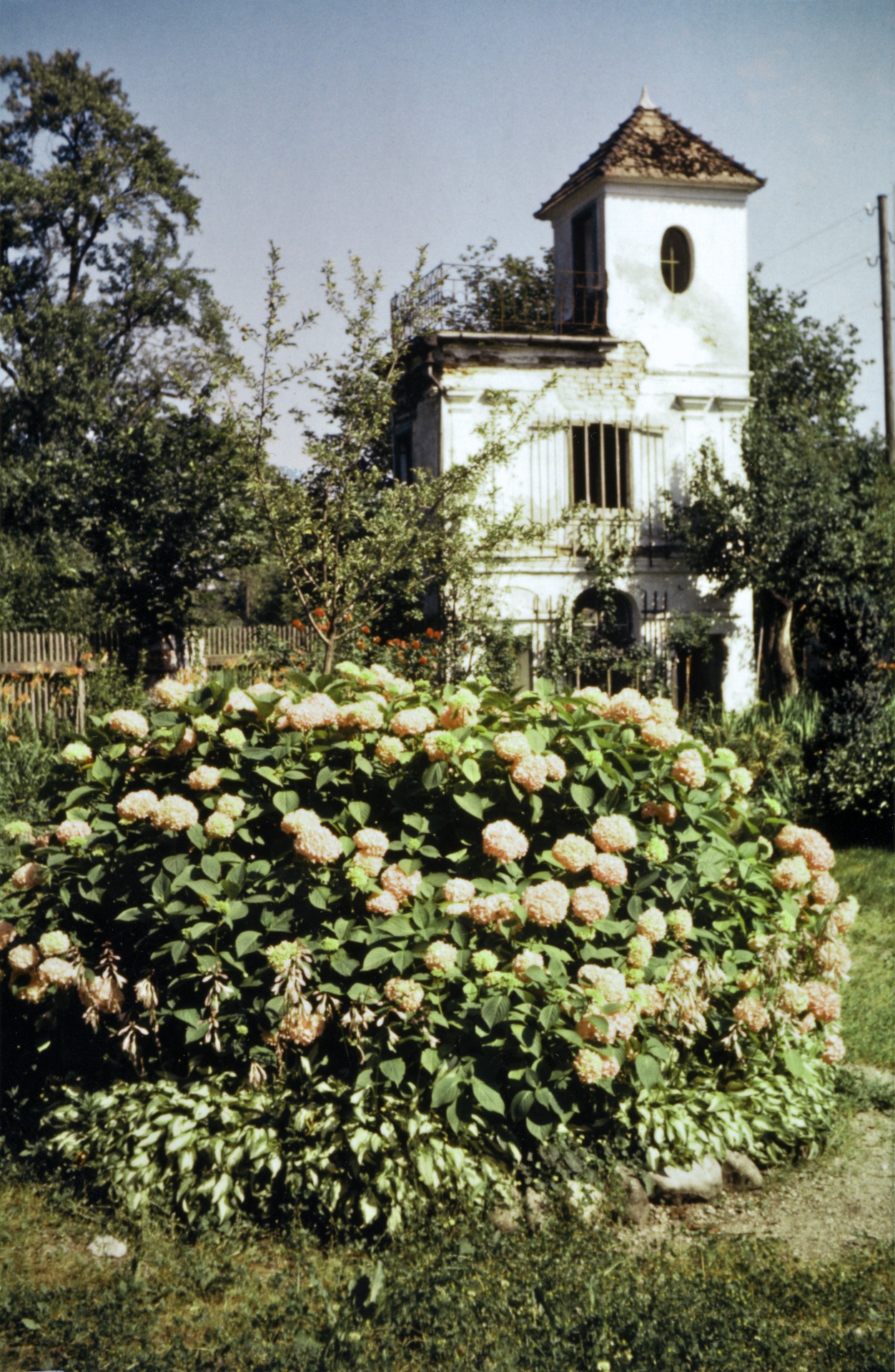
Gartenhaus (nicht erhalten)

Das biedermeierklassizistische Gartenstöckl befand sich am nördlichen Abschluss des Blumengartens und wurde im 20. Jahrhundert abgebrochen.

### Kohlbarren
Der nördlich des Bauernhauses gelegene Kohlbarren wurde im 20. Jahrhundert abgebrochen.

### Remise
Eine kleine Remise zwischen Herrenhaus und Schmiedhaus ist noch erhalten und bildet den östlichen Abschluss des Ensembles. Sie nimmt mit ihrer Giebelfassade und ihren schmiedeeisernen Fenstergittern die Gestaltung der Kram auf.

### Steinhub

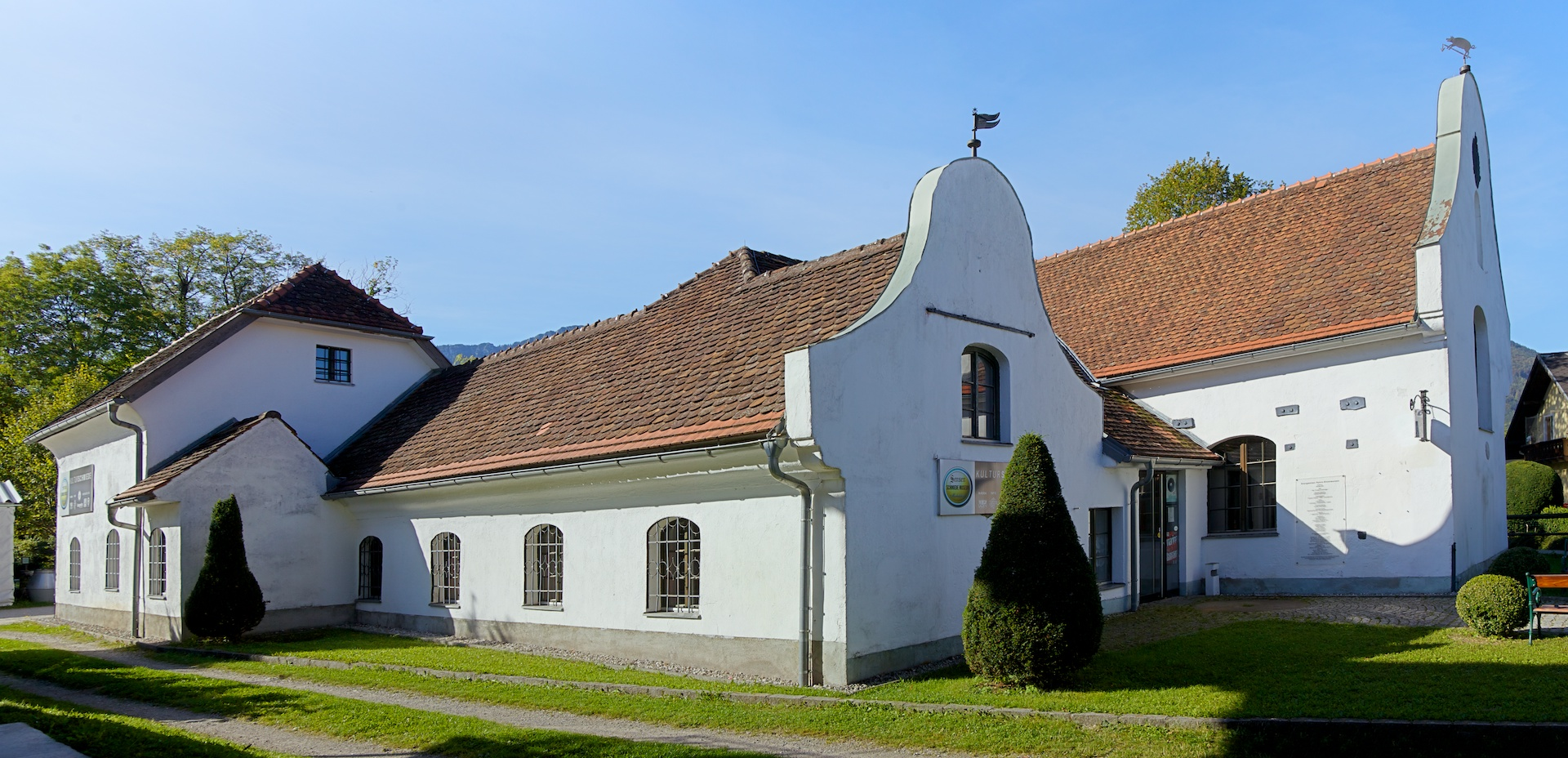
Steinhuberhammer

Unter Caspar Zeitlinger wurde 1830 die benachbarte, bisher eigenständige Sensenschmiede Steinhub mit dem Gradnwerk vereinigt und auch architektonisch in das Ensemble integriert. Von der Steinhub sind heute noch die wesentlichen Gebäude erhalten: Der Steinhuber Hammer (datiert 1831, unter Denkmalschutz) entspricht in seiner Fassadengestaltung dem Gradnhammer und beherbergt heute die „Klangwelten“. Das Herrenhaus, die eigentliche Steinhub (datiert 1837) ist ein eingeschoßiger Vierkanthof und wurde als Wohn- und Wirtschaftsgebäude genutzt. Das Steinhuberhäusl (auch Kärntnerhäusl oder Köhlerhäusl) war eines der letzten ursprünglich erhaltenen Beispiele eines „Sengsschmiedhäusls“, bevor es 2017 abgebrochen und durch einen Neubau ersetzt wurde. Noch erhalten ist ein Stadel (datiert 1841), ein ebenfalls schon seltener Holzbau mit schön gearbeiteten Details.

### Gradnteich mit Schwimmschule
- Gradnteich (1834 angelegt)

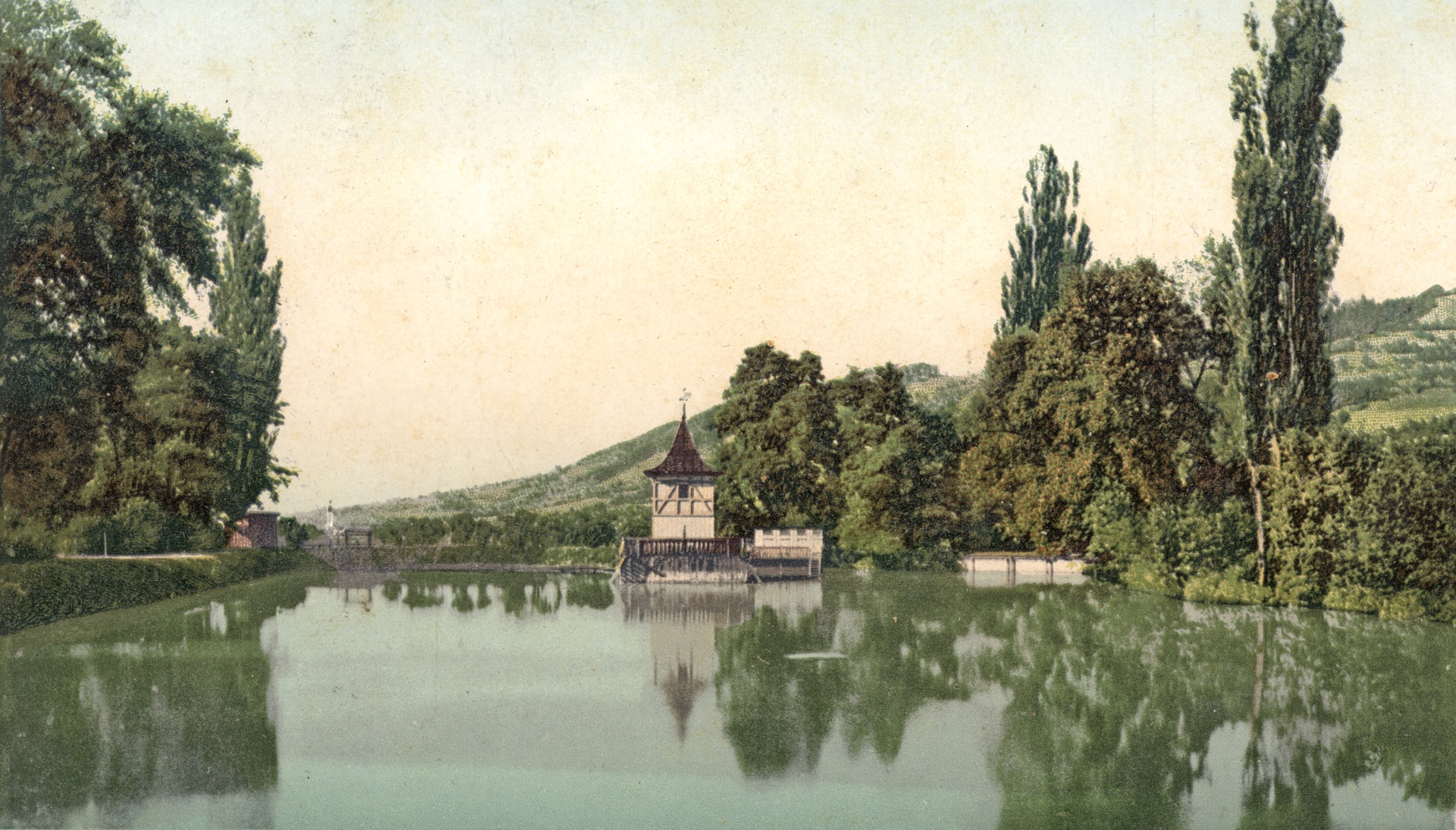
Gradnteich mit Badehäuschen (Foto um 1906)

- Badehäuschen im Gradnteich (nicht erhalten)

### Dreschmaschin
dat. 1839
- Aquädukt zwischen Dreschmaschin und Kohlbarren (nicht erhalten)
- Kohlbarren bei der Dreschmaschin

### Payrhub
dat. 1827

### Gradnalm

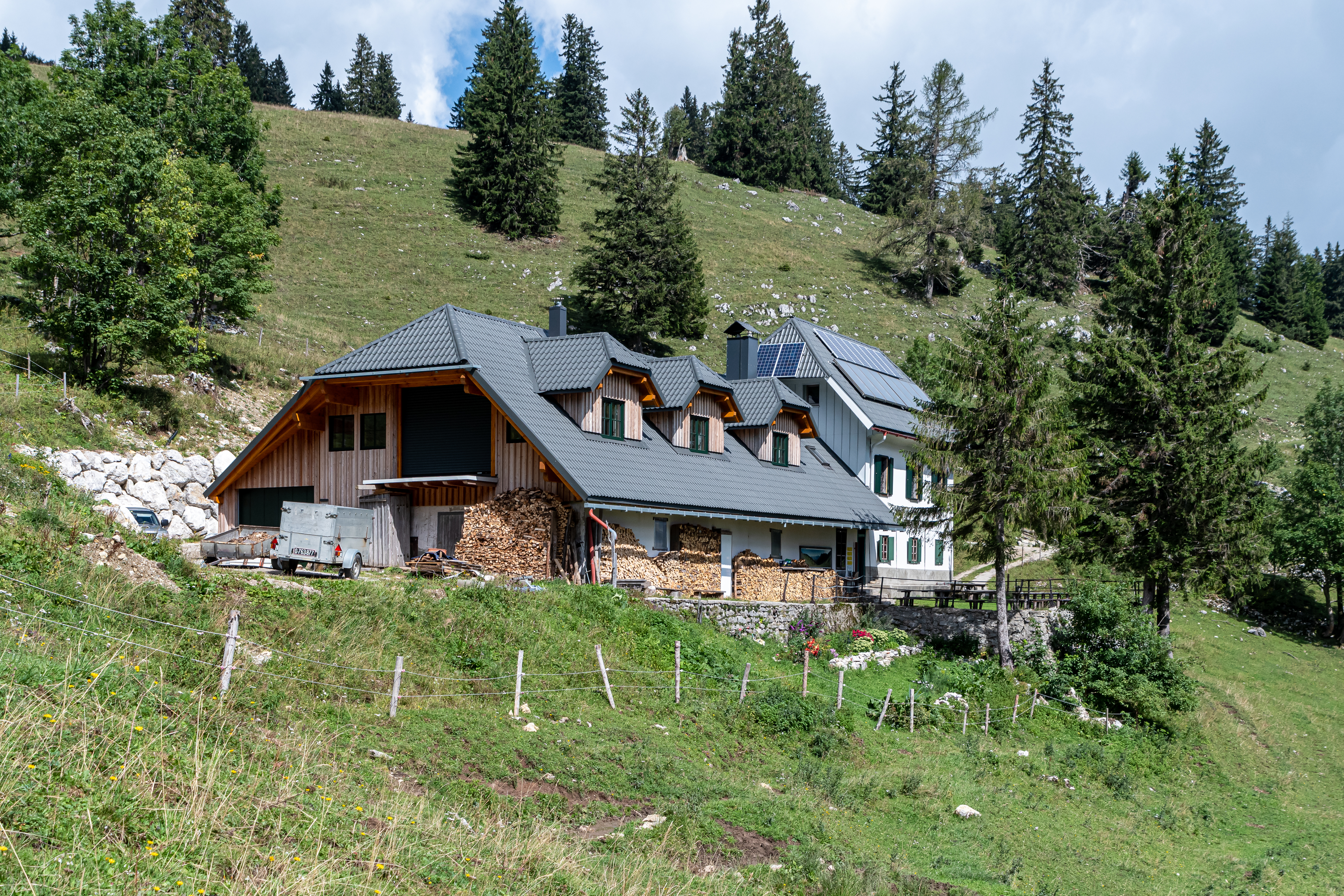
Gradnalm erbaut 1826–1840

erbaut 1826–1840